# عشق در گریز
عشق در گریز (فرانسوی: L'amour en fuite‎) فیلمی درام رمانتیک به کارگردانی فرانسوا تروفو محصول سال ۱۹۷۹ است. از بازیگران آن می‌توان به مری-فرانس پیزیه، کلود جید، دوروته و ژان‌پیر لئو اشاره کرد. بخش عمده‌ای از فیلم با بهره‌گیری از کلیپ‌هایی از دیگر فیلم‌های سری مربوط به شخصیت آنتوان دوانل ساخته شده است.